# سمندر چهار انگشتی
 سمندر چهار انگشتی یک سمندر بدون شش، بومی شمال شرقی امریکا است. از گونه همیداکتلیوم (Hemidactylium) است. (فرانسوی زبانان کانادا، آن را salamandre à quatre orteils می‌نامند.)

## توصیف ظاهری

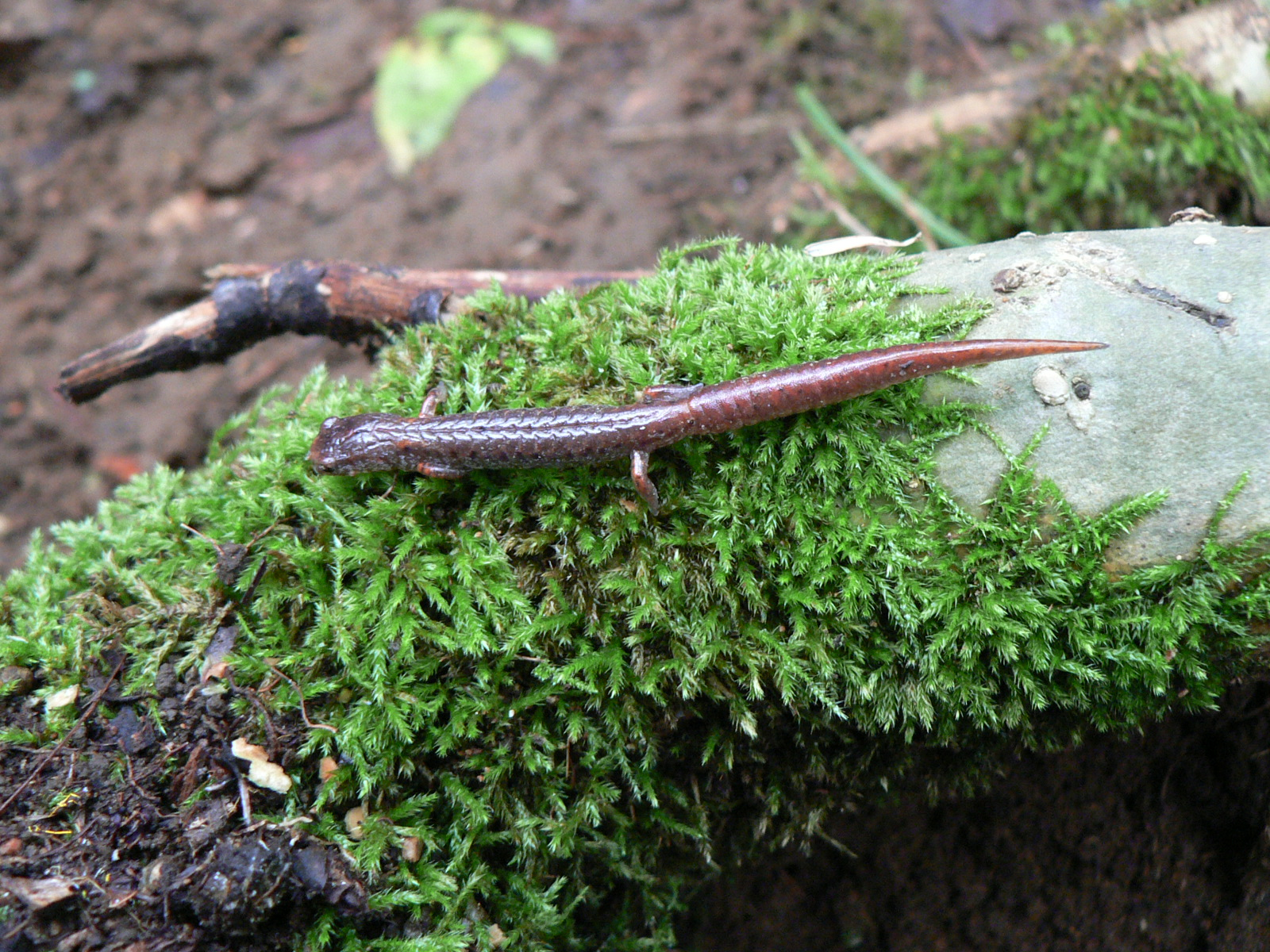
H. scutatum has a distinct basal constriction of the tail

سمندر چهار انگشتی را می‌توان با رنگ سفید کوچک زیر آن همراه با نقطه‌های سیاه شناخت. پشت آن از نارنجی مایل به قهوه‌ای تا قرمز مایل به قهوه‌ای تغییر می‌کند؛ پهلوهایش خاکستری می‌باشد. بدن و دست و پاهایش دراز هستند. پوزه کوتاه است، و چشم‌های برجسته دارد. رنگ دم معمولاً روشن تر از پشت است، و شما می‌توانید یک انقباض در محل اتصال بدن / دم را مشاهده کنید. اندام خلفی چهار انگشت (مثل اسمش)، یک معیار شناسایی خوب است اما برای استفاده در این زمینه سخت است. این گونه به ندرت بیش از ۱۰ سانتی‌متر طول دارد. پوزه جنس نر کشیده‌اند و تقریباً مربع شکل، در حالی که پوزه جنس ماده کوتاه و گرد هست. بچه‌های شان دمشان کوتاه تر از بدنشان است.

## تولید مثل
جفت گیری در مناطق خاکی در طول ماه‌های پاییز رخ می‌دهد. در اوایل بهار جنس ماده روی زمین، در کنار برکه‌ها لانه می‌سازد. بعد از ۴-۶ هفته دوره جنینی، تخم لارو بیرون امده و راه خود را به سمت برکه مجاور پیدا می‌کند.